# Willem Maurits de Brauw (1810-1874)
Willem Maurits de Brauw (Zierikzee, 24 april 1810 - Haarlem, 17 januari 1874) was een Nederlands politicus.
Hij was een conservatief Eerste- en Tweede Kamerlid dat soms ook gerekend wordt tot de antirevolutionairen. Na ontbinding van de Kamer vanwege de Aprilbeweging van 1853 werd hij gekozen door het district Gouda. Fel bestrijder van de liberalen. Naast zijn Kamerlidmaatschap was De Brauw rechter en gemeenteraadslid in Den Haag, en later in die plaats officier van justitie.
- Biografisch Portaal: 28419073
- Digitale Bibliotheek voor de Nederlandse Letteren: brau016
- International Standard Name Identifier: 0000 0003 8969 9972
- Nederlandse Thesaurus van Auteursnamen: 190861630
- Parlement.com: vg09lkyoder8
- Virtual International Authority File: 283169781
- WorldCat: E39PBJrm6gJcCjY6JGpxbK7WDq